# Liste der Einträge im National Register of Historic Places im Clay County (Missouri)

Lage des Clay County in Missouri

Die Liste der Einträge im National Register of Historic Places im Clay County in Missouri führt die Bauwerke und historischen Stätten im Clay County auf, die in das National Register of Historic Places aufgenommen wurden.

## Legende
| NRHP | Historic Place             |
| HD   | Historic District          |
| NHL  | National Historic Landmark |

## Aktuelle Einträge
| [ 3 ] | Name                                                               | Bild                                                               | Eintragsdatum        | Lage | Ort               | Beschreibung                                                                                   |
| ----- | ------------------------------------------------------------------ | ------------------------------------------------------------------ | -------------------- | --- | ----------------- | ---------------------------------------------------------------------------------------------- |
| 1     | Aker Cemetery                                                      | Aker Cemetery                                                      | 1974 ID-Nr. 74001071 | Nordöstlich von Smithville abseits der MO W 39° 24′ 40″ N, 94° 32′ 44″ W | Smithville        |                                                                                                |
| 2     | Antioch Christian Church                                           | Antioch Christian Church                                           | 1979 ID-Nr. 79001358 | 4805 Northeast Antioch Road 39° 10′ 53″ N, 94° 32′ 52″ W | Kansas City       |                                                                                                |
| 3     | Armour Theatre Building                                            | Armour Theatre Building                                            | 2008 ID-Nr. 08000560 | 400-410 Armour Road 39° 8′ 33,3″ N, 94° 34′ 32,4″ W | North Kansas City |                                                                                                |
| 4     | Arthur-Leonard Historic District                                   | Arthur-Leonard Historic District                                   | 2001 ID-Nr. 00001608 | Abgegrenzt durch Ford Avenue, Jewell Street, Choctaw Street und Missouri Street 39° 14′ 41″ N, 94° 24′ 56″ W                                                                                     | Liberty           |                                                                                                |
| 5     | Atkins-Johnson Farmhouse Property                                  | Atkins-Johnson Farmhouse Property                                  | 2007 ID-Nr. 07001154 | 6508 North Jackson Avenue 39° 12′ 46″ N, 94° 31′ 49″ W | Gladstone         |                                                                                                |
| 6     | Clay County Savings Association Building                           | Clay County Savings Association Building                           | 1992 ID-Nr. 92001675 | 104 East Franklin Street 39° 14′ 50″ N, 94° 25′ 8″ W | Liberty           |                                                                                                |
| 7     | Claybrook House                                                    | Claybrook House                                                    | 1981 ID-Nr. 81000332 | Nordöstlich von Kearney 39° 23′ 17″ N, 94° 20′ 9″ W | Kearney           |                                                                                                |
| 8     | Clinton House                                                      | Clinton House                                                      | 1978 ID-Nr. 78001641 | 404 South Leonard Street 39° 14′ 23″ N, 94° 25′ 0″ W | Liberty           |                                                                                                |
| 9     | Colonial Hotel                                                     | Colonial Hotel                                                     | 2010 ID-Nr. 10000392 | 328 East Broadway 39° 20′ 33″ N, 94° 13′ 13″ W | Excelsior Springs |                                                                                                |
| 10    | Dr. James Compton House                                            | Dr. James Compton House                                            | 1979 ID-Nr. 79003677 | 5410 Northeast Oak Ridge Road 39° 11′ 47″ N, 94° 30′ 43″ W | Kansas City       |                                                                                                |
| 11    | Dougherty-Prospect Heights Historic District                       | Dougherty-Prospect Heights Historic District                       | 2001 ID-Nr. 00001605 | Abgegrenzt durch Mississippi Street, Gallatin Street, Schrader Street und Fairview Avenue 39° 14′ 52″ N, 94° 25′ 32″ W                                                                           | Liberty           |                                                                                                |
| 12    | Elms Hotel                                                         | Elms Hotel                                                         | 1985 ID-Nr. 85000648 | Regent Boulevard Ecke Elms Boulevard 39° 20′ 14″ N, 94° 13′ 32″ W | Excelsior Springs |                                                                                                |
| 13    | Excelsior Springs Hall of Waters Commercial East Historic District | Excelsior Springs Hall of Waters Commercial East Historic District | 1999 ID-Nr. 99000638 | Verschiedene Gebäude am East Broadway, dem West Broadway und der Main Street 39° 20′ 39″ N, 94° 13′ 19″ W                                                                                        | Excelsior Springs |                                                                                                |
| 14    | Excelsior Springs Hall of Waters Commercial West Historic District | Excelsior Springs Hall of Waters Commercial West Historic District | 1999 ID-Nr. 99000637 | Verschiedene Gebäude in der Thompson Avenue, der St. Louis Avenue, der South Street, der Main Street, der Marietta Street, der Spring Street und dem Elms Boulevard 39° 20′ 33″ N, 94° 14′ 13″ W | Excelsior Springs |                                                                                                |
| 15    | First Methodist Church                                             | First Methodist Church                                             | 2009 ID-Nr. 09000856 | 114 North Marietta Street 39° 20′ 33,8″ N, 94° 13′ 27,7″ W | Excelsior Springs |                                                                                                |
| 16    | Garrison School Historic District                                  | Garrison School Historic District                                  | 2001 ID-Nr. 00001607 | Entlang der North Main Street und der North Water Street 39° 15′ 14″ N, 94° 25′ 14″ W | Liberty           |                                                                                                |
| 17    | Hall of Waters                                                     | Hall of Waters                                                     | 1983 ID-Nr. 83000977 | 201 East Broadway 39° 20′ 30″ N, 94° 13′ 20″ W | Excelsior Springs |                                                                                                |
| 18    | Frank Hughes Memorial Library                                      | Frank Hughes Memorial Library                                      | 1992 ID-Nr. 92001676 | 210 East Franklin Street 39° 14′ 50″ N, 94° 25′ 3″ W | Liberty           |                                                                                                |
| 19    | IOOF Liberty Lodge No. 49                                          | IOOF Liberty Lodge No. 49                                          | 1992 ID-Nr. 92001677 | 16-18 East Franklin Street 39° 14′ 50″ N, 94° 25′ 10″ W | Liberty           |                                                                                                |
| 20    | James Brothers' House and Farm                                     | James Brothers' House and Farm                                     | 1972 ID-Nr. 72000709 | Rund 3,5 km östlich von Kearney 39° 23′ 36″ N, 94° 19′ 18″ W | Kearney           | Ein zweiter Teil befindet sich nordöstlich von Kearney, der 1978 dem Denkmal hinzugefügt wurde |
| 21    | Jewell Hall                                                        | Jewell Hall                                                        | 1978 ID-Nr. 78001642 | Jewell Street zwischen Kansas Street und Mississippi Street 39° 14′ 49″ N, 94° 24′ 44″ W | Liberty           |                                                                                                |
| 22    | Jewell-Lightburne Historic District                                | Jewell-Lightburne Historic District                                | 2001 ID-Nr. 00001606 | Abgegrenzt durch North Jewell Street, East Mill Street, Main Street und Gordon Street 39° 14′ 53″ N, 94° 24′ 54″ W                                                                               | Liberty           |                                                                                                |
| 23    | Ligon Apartments                                                   | Ligon Apartments                                                   | 2010 ID-Nr. 10000265 | 211 East Excelsior Street 39° 14′ 53″ N, 94° 24′ 54″ W | Excelsior Springs |                                                                                                |
| 24    | Major Hotel                                                        | Major Hotel                                                        | 1992 ID-Nr. 92001678 | 112 East Franklin St. 39° 14′ 50″ N, 94° 25′ 6″ W | Liberty           |                                                                                                |
| 25    | Miller Building                                                    | Miller Building                                                    | 1992 ID-Nr. 92001679 | 2 East Franklin Street 39° 14′ 50″ N, 94° 25′ 12″ W | Liberty           |                                                                                                |
| 26    | Missouri City Savings Bank Building and Meeting Hall               | Missouri City Savings Bank Building and Meeting Hall               | 2010 ID-Nr. 10000507 | 417-419 Main Street 39° 14′ 18″ N, 94° 17′ 39″ W | Missouri City     |                                                                                                |
| 27    | Mt. Memorial Cemetery                                              | Mt. Memorial Cemetery                                              | 2012 ID-Nr. 12000231 | 500 block East Mississippi Street 39° 14′ 56,4″ N, 94° 24′ 44,5″ W | Liberty           |                                                                                                |
| 28    | Nebo Hill Archeological Site                                       |                                                                    | 1971 ID-Nr. 71000465 | Adresse nicht veröffentlicht | Liberty           |                                                                                                |
| 29    | Odd Fellows Home District                                          | Odd Fellows Home District                                          | 1987 ID-Nr. 87001595 | MO 291 39° 13′ 47″ N, 94° 24′ 30″ W | Liberty           |                                                                                                |
| 30    | Sears, Roebuck and Company Warehouse Building                      | Sears, Roebuck and Company Warehouse Building                      | 1997 ID-Nr. 97000411 | 715 Armour Road 39° 8′ 32″ N, 94° 34′ 17″ W | North Kansas City |                                                                                                |
| 31    | South Liberty Courthouse Square Historic District                  | South Liberty Courthouse Square Historic District                  | 1992 ID-Nr. 92001680 | 2 South Main Street, 10 East Kansas Street und 1-17 East Kansas Street 39° 14′ 45″ N, 94° 25′ 11″ W                                                                                              | Liberty           |                                                                                                |
| 32    | Watkins Mill                                                       | Watkins Mill                                                       | 1966 ID-Nr. 66000416 | Rund 10 km nordwestlich von Excelsior Springs 39° 24′ 36″ N, 94° 15′ 45″ W | Excelsior Springs |                                                                                                |
| 33    | West Liberty Courthouse Square Historic District                   |                                                                    | 1992 ID-Nr. 92001681 | 12-16 North Main Street 39° 14′ 47″ N, 94° 25′ 14″ W | Liberty           |                                                                                                |
| 34    | Wheeling Corrugating Company Building                              | Wheeling Corrugating Company Building                              | 1994 ID-Nr. 94001220 | 820 East 14th Avenue 39° 8′ 4″ N, 94° 34′ 14″ W | North Kansas City |                                                                                                |
| 35    | Woodneath                                                          | Woodneath                                                          | 1978 ID-Nr. 78001640 | 8900 Northeast Flintlock Road 39° 15′ 12″ N, 94° 28′ 3″ W | Kansas City       |                                                                                                |
| 36    | Wyman School                                                       | Wyman School                                                       | 2008 ID-Nr. 08000695 | 100 Dunbar Street 39° 20′ 22,8″ N, 94° 13′ 41,4″ W | Excelsior Springs |                                                                                                |